# 伊東重信
伊東 重信（いとう しげのぶ、生年不詳 - 天正16年7月4日（1588年8月25日））は、戦国時代から安土桃山時代の武将。陸奥国の伊達氏の家臣。諱は重信。通称は金四郎または新左衛門。伊東 肥前（いとう ひぜん）とも。安積祐重の子。伊東重綱、重村の父。伊東重孝の祖父。

## 生涯
伊東氏は工藤祐経の次男・祐長を祖とする。祐長は勲功により鎌倉幕府から陸奥国安積郡（現在の福島県郡山市）を賜わる。代々安積郡を領し、永享11年（1439年）に伊達持宗の麾下に属した。その後、天文12年（1543年）4月に田村隆顕によって居城を攻略されるまで安積郡に本拠を置いた。
天文22年（1553年）正月、伊達晴宗が安積金四郎（重信）に与えた『所領安堵状』の中に「伊達郡前田ノ内、屋敷手作」とあることから、重信は前田舘を本拠としていたとみられる。
天正13年11月17日（1586年1月6日）の人取橋の戦いでは、高倉近江・富塚宗綱・桑折政長とともに高倉城の守備にあたり、玉砕戦法による本陣救援を主張して寡兵ながらも敵二騎を討ち取る活躍を示した。この戦功により次男に采地を賜った。
同15年（1587年）4月末、伊達輝宗の次男ではない国分政重（盛重）の家督相続に不満を抱いていた家臣の堀江長門守が内乱を起こした際、4月25日に代官として名取郡北目城に派遣されて騒擾の収拾にあたった。5月8日、留守政景の助力もあって静謐になったことを報告した。しかし、その後も不満が収らなかったため、5月22日、6月19日、8月4日にも国分に遣わされた。
天正16年（1588年）、大崎合戦の陣触れのため内馬場尚信とともに、伊達の西根・東根・刈田・柴田・伊具方面に遣わされた。
大崎合戦が終結すると、郡山合戦に従軍して同年6月14日の安積山での評定に参加した。その後、伊達政宗から原田休雪斎とともに全軍の指揮を任せられた。7月4日、窪田で戦う味方を退却させようとしたが、混戦となったために深入りして二階堂家家臣の矢田野義正によって討ち取られた。
重信の死後、仙台藩第4代藩主伊達綱村によって重信を称える碑が建てられた。この碑は近くの日吉神社に『伊東肥前の碑』として現在も残り、郡山市指定文化財（史跡）に指定されている。